# Hotel Millenium Hilton

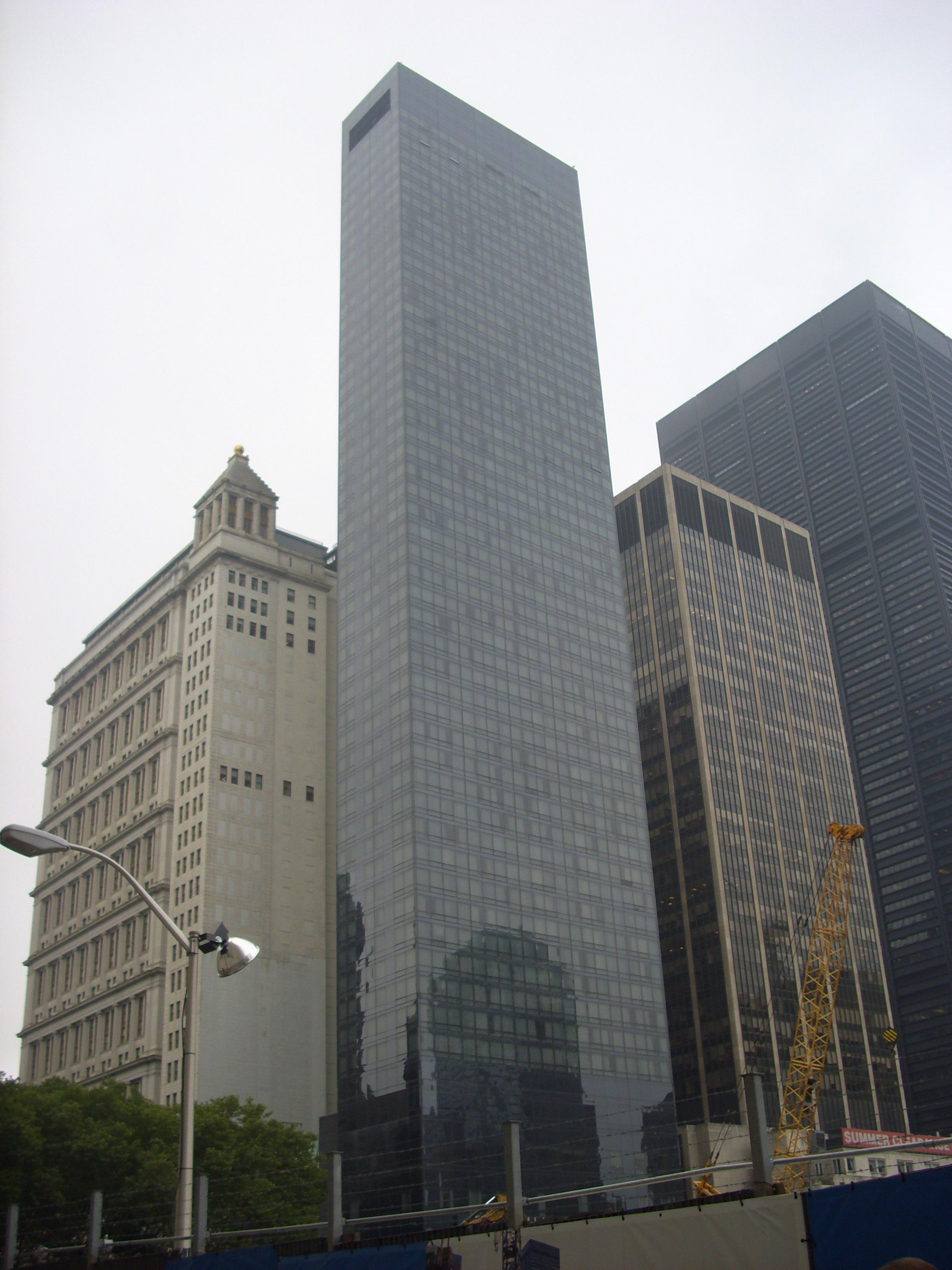
Fotografia do Millenium Hilton tirada em julho de 2009.

O Hotel Millenium Hilton é um hotel Hilton localizado em Lower Manhattan, Manhattan, Nova Iorque. O hotel está situado no Ground Zero (a zona do complexo World Trade Center).
A construção deste hotel começou em 1990 e foi finalizada em 1992. Possui 179 metros de altura e 55 andares.